# Svenung
Svenung var en svensk abbot, cisterciensmunk vid Varnhems kloster.
Svenung medföljde som biktfader Birgitta och hennes make, Ulf Gudmarsson, på deras vallfärd till Santiago de Compostela 1341–1343. Svenung, som senare utnämndes till abbot för Varnhems kloster, var synbarligen en ganska nära vän till Birgitta, och genom en uppenbarelse erhöll han bekräftelse på hennes helighet. Under den långvariga processen om Birgittas helgonförklaring efter hennes död 1373 vittnade han om hennes stora fromhet. Svenung omtalas även i samband med en resa till cisterciensklostret i Clairvaux, där han avlämnade de svenska munkklostrens bidrag.